# Silviu Brucan
Silviu Brucan nato Saul Brucker (Bucarest, 18 gennaio 1916 – Bucarest, 14 settembre 2006) è stato un politico e diplomatico rumeno.
Membro di spicco del Partito Comunista Romeno, è stato un nomenclaturista, ideologo comunista  e analista politico.

## I primi anni
Nacque da una famiglia di origine ebraica. Il padre era un commerciante di tessuti, Adolf Brucker, che, a causa della grande depressione, perse il lavoro e dovette farsi assumere da una nuova impresa. Nello stesso periodo il giovanissimo Silviu Brucan iniziò a dare ripetizioni ai figli di famiglie benestanti. Nelle sue memorie Brucan scrisse che il contrasto tra il mondo di lusso delle classi privilegiate e la miseria dei lavoratori, con il senso di ingiustizia sociale che ne derivava, lo influenzò fortemente. Brucan frequentò un istituto primario evangelico e, successivamente, il "Collegio Nazionale Sf. Sava" di Bucarest. Poiché era di origine ebraica, la Guardia di Ferro gli impedì di iscriversi all'università, ma grazie alla collaborazione di alcuni amici riuscì ad assistere a lezioni di varie materie presso l'Università di Bucarest.

## Giornalismo e militanza politica comunista
Brucan fu politicamente attratto dai settimanali della sinistra antifascista come "Stânga", "Era Nouă" e "Cuvântul Liber". Già a 18 anni iniziò a frequentare circoli segreti comunisti in casa di intellettuali, conoscendo dirigenti come Alexandru Sahia e avvicinandosi alla letteratura marxista. Entrò nel Partito Comunista Romeno all'età di 19 anni, accettando di nascondere in casa propria alcuni documenti del partito (i verbali di una riunione del Comintern tenutasi a Praga).
Nel 1935, il quotidiano di centrosinistra "Dimineața" era in competizione con il giornale della destra nazionalista ""Universul". Con la finalità di eliminare il proprio concorrente, il proprietario di "Universul", Stelian Popescu, diede inizio ad una campagna antisemita contro i dirigenti di "Dimineaţa", la cui proprietà era ebraica. Gruppi fascisti davano fuoco alle copie dei giornali di sinistra, mentre la gioventù socialista organizzava ronde di sorveglianza per difendere i chioschi di giornali. Brucan prese parte a diversi di questi gruppi riportando, in uno scontro con i rivali, una grave lesione al capo.
Tra il 1935 e il 1936 lavorò nella redazione della "Gazeta de seară" (si occupava di una rubrica di costume) e, allo stesso tempo, fu correttore di bozze per "Adevărul Litera". Si avvicinò al leader della sezione giovanile del Partito Nazionale Contadino, Aurel Alicu, con il quale nel 1937 fondò il settimanale "Dacia nouă", sul quale scrivevano personalità di diverso orientamento politico. Fu direttore di redazione fino al 1938, quando il giornale fu chiuso dal governo di Octavian Goga.
Alla fine del 1938, Brucan fu reclutato forzosamente dalla guardia di frontiera ed inviato nella Dobrugia meridionale, territorio contestato tra Romania e Bulgaria.
Durante la seconda guerra mondiale, a causa dell'allineamento del paese alle potenze dell'Asse, si unì alla resistenza antifascista contro il governo di Ion Antonescu e visse in segreto nella soffitta di una casa del centrale quartiere Cotroceni a Bucarest. Tra il 1940 e il 1944 militò nell'organizzazione giovanile del PCR, divenendo poi membro effettivo e partecipando alle azioni del partito. Ricevette l'incarico di occuparsi della stampa clandestina, in particolare del giornale Scînteia, compito in conseguenza del quale nel 1943 fu arrestato e liberato dopo due giorni. Il 23 agosto 1944, il governo di Antonescu fu rovesciato dal re Michele I di Romania e il paese passò agli Alleati. Il 30 agosto 1944 l'armata dell'Unione Sovietica entrò a Bucarest. Superata la fase di clandestinità, nel settembre 1944 fu nominato direttore di redazione del quotidiano Scînteia, attraverso le cui pagine richiese la condanna a morte, tra gli altri, di Iuliu Maniu, Gheorghe I. Brătianu, Corneliu Coposu, Radu Gyr e Pamfil Șeicaru.
Sua moglie, Alexandra Sidorovici, tra il 1945 e il 1946 rappresentò la pubblica accusa al "Tribunale del Popolo" (rumeno: Tribunalului Poporului).
Benché avesse completato solamente gli studi liceali, tra il 1948 e il 1949 fu professore di giornalismo all'Università di Bucarest.
Durante gli anni della dittatura comunista fu ambasciatore negli Stati Uniti d'America nel 1955 e rappresentante all'ONU tra il 1959 e il 1962. Dal 1962, su proposta di Gheorghe Gheorghiu-Dej, fu a capo dell'ente di Radiotelevisione di stato, attività dalla quale si dimise nel 1966.

## La rottura con Ceaușescu
Dopo lo sciopero dei lavoratori di Brașov (14-15 novembre 1987), criticò pubblicamente la politica di conduzione del partito e dello stato da parte di Nicolae Ceaușescu. Tali dichiarazioni furono ritrasmesse dalla BBC e dall'agenzia di stampa UPI. Messo sotto inchiesta dal regime, fu condannato agli arresti domiciliari. In ogni caso, con l'intervento dell'ambasciata americana e con l'aiuto del capo della Securitate di quel tempo, Iulian Vlad, gli fu permesso di partire per sei mesi per gli Stati Uniti, dove incontrò funzionari del Dipartimento di Stato, dell'ufficio per l'est Europa e l'ex ambasciatore dell'URSS a Washington, Anatoli Dobrinin, che diede la possibilità di vedere Michail Gorbačëv. L'incontro avvenne a Mosca nel novembre 1988. Al ritorno in Romania, nel marzo 1989 fu uno dei firmatari della Lettera dei Sei (rumeno: Scrisoarea celor șase) dissidenti comunisti contro Nicolae Ceaușescu. Ciò gli costò nuovamente la reclusione agli arresti domiciliari nel quartiere Dămăroaia, nella parte nord di Bucarest.

## Nella Romania postcomunista
Dopo la rivoluzione romena del 1989 fu membro ed ideologo per quasi due mesi del Consiglio del Fronte di Salvezza Nazionale (CFSN), dal quale si dimise. In rottura con Ion Iliescu, reputato reo di condurre il paese su una via errata, gli fu attribuita la frase «per abituarsi alla democrazia, i rumeni avranno bisogno di 20 anni» (rumeno: «Pentru a deprinde democraţia, românii vor avea nevoie de 20 de ani»), profezia che gli valse l'appellativo di "Oracolo di Dămăroaia". Nel 1994 l'ex primo ministro Petre Roman sostenne, di fronte alla "Commissione senatoriale per lo studio degli eventi del dicembre 1989", che Silviu Brucan fu quello che insistì maggiormente per l'esecuzione dei coniugi Ceaușescu.
Lasciata la militanza politica poi divenne analista politico e autore di numerosi testi sul comunismo dell'est Europa. Dal 1996 diventò ospite fisso del programma televisivo di approfondimento politico "Profezie sul passato" (rumeno: Profeții despre trecut) trasmesso da Pro TV. Nell'estate del 2006 collaborò con l'Istituto PRO, partecipando a diversi seminari organizzati dalla squadra di analisti dell'istituto.

## Opere
- Generația irosită (1990)
- Îndreptar-dicționar de politologie (1993)
- Stâlpii noii puteri în România (1996)
- De la capitalism la socialism și retur (1998)
- Social Change in Russia and Eastern Europe (1998)
- România în derivă (2000)
- Profeții despre trecut și despre viitor (2004)